# Mojca Cater
Mojca Cater-Herman, kanadska plavalka, * 12. februar 1970, Toronto.
Za Kanado je nastopila na Poletnih olimpijskih igrah 1988 v Seulu, kjer je končala na devetem mestu v finalu B v disciplini 200 metrov delfin s časom 2:12,66.